# آخرین روزهای موسولینی
آخرین روزهای موسولینی (انگلیسی: Last Days of Mussolini) یک فیلم درام تاریخی به کارگردانی کارلو لیتزانی است که در سال ۱۹۷۴ منتشر شد. این فیلم روزهای منتهی به مرگ بنیتو موسولینی، دیکتاتور ایتالیایی را — هنگامی که در آوریل ۱۹۴۵ در پایان جنگ جهانی دوم در اروپا تلاش کرد از میلان فرار کند — به تصویر می‌کشد.

## گزیدهٔ بازیگران
- راد استایگر در نقش بنیتو موسولینی
- لیزا گاستونی در نقش کلارا پتاچی
- فرانکو نرو در نقش والریو
- لینو کاپولیکیو
- هنری فوندا
- جوزپه آدوباتی
- برونو کوراتساری
- جاکومو روسی استوارت
- رودولفو دال پرا در نقش رودولفو گراتزیانی
- رزیتا توروس
- آندره‌آ آئورلی
- اومبرتو راهو
- فرانکو بالدوچی
- مارکو گولیلمی
- ماسیمو سارکیه‌لی